# ティファニー・シメラネ

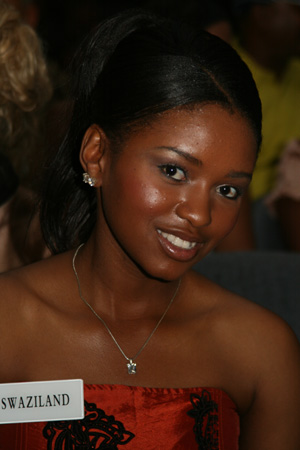
ティファニー・シメラネ

ティファニー・シメラネ（Tiffany Simelane、1988年 - 2009年8月17日）は、スワジランドのMhlambanyatsi出身の南アフリカで開催されたミス・ワールド2008スワジランド代表。
2009年8月17日、ゾウリムシの駆除用のリン化アルミニウムを含んだホスフィンガス用の錠剤を摂取して農薬中毒で自殺した。彼女は急いでムババーネ病院へと送られたものの亡くなった。彼女の友人は彼女はミス・スワジランドとなったストレスのあまり家族とも疎遠となり、失意の中自殺したと語っている。